# Saioa Alvarez Ruiz

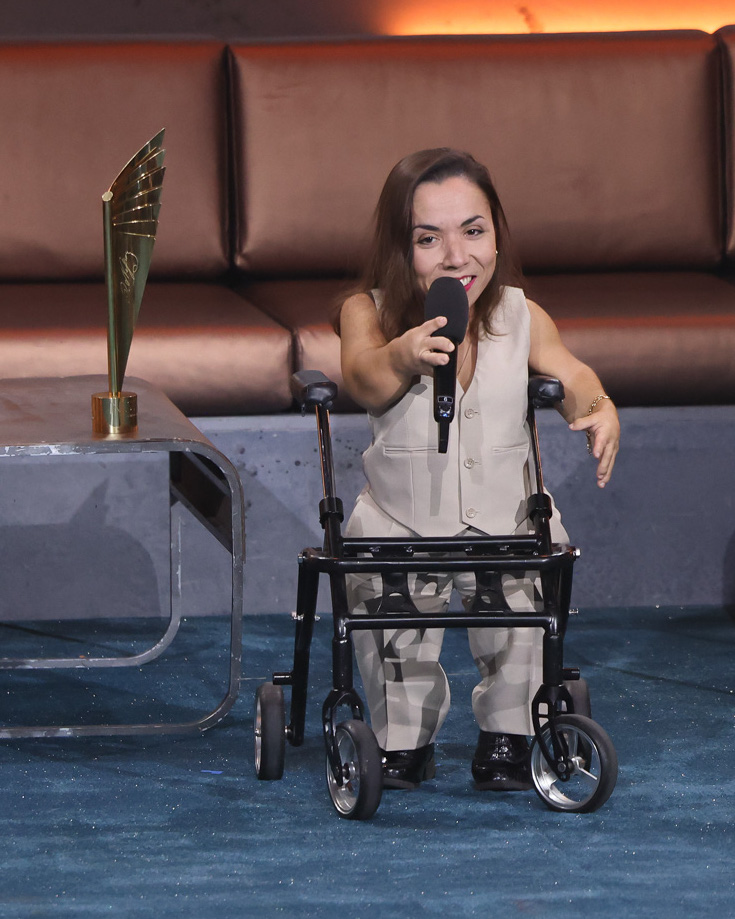
Saioa Alvarez Ruiz (2023)

Saioa Alvarez (* 1990 als Saioa Alvarez Ruiz in Bilbao, Spanien) ist eine deutsch-spanische Schauspielerin und Performerin.

## Leben
Saioa Alvarez wuchs in Bilbao (Spanien) und Heidelberg auf. Sie studierte Soziologie, Politik- und Medienwissenschaften an der Heinrich-Heine-Universität Düsseldorf und Theaterpädagogik an der Universität der Künste Berlin. Während ihres Studiums war sie Stipendiatin der Studienstiftung des deutschen Volkes. Sie ist Teil der Theaterproduktion Oratorium des Performance-Kollektivs She She Pop, die zum Berliner Theatertreffen 2019 eingeladen wurde. Die mehrfach ausgezeichnete Inszenierung Ophelia's Got Talent von Florentina Holzinger, bei der Saioa Alvarez mitspielt, wurde zum Berliner Theatertreffen 2023 eingeladen. Die Produktion erhielt außerdem den Deutschen Theaterpreis Der Faust 2023 in der Kategorie Inszenierung Tanz. Das Stück wurde zur Inszenierung des Jahres 2023 in der Zeitschrift Theater heute ausgezeichnet. Für ihre Rolle in Ophelia's Got Talent erhielt Saioa Alvarez den Wiener Theaterpreis Nestroy 2023 als Beste Schauspielerin. Die Opernperformance SANCTA von Florentina Holzinger, bei der Saioa Alvarez den ersten lesbischen Papst spielt, wurde zum Berliner Theatertreffen 2025 eingeladen.
Die Schauspielerin inszeniert sich selbstbestimmt als Frau mit Behinderung. Saioa Alvarez lebt in Berlin.

## Auszeichnungen
- 2023 Wiener Theaterpreis Nestroy in der Kategorie Beste Schauspielerin[12]
- 2023 zweifache Nominierung als Beste Schauspielerin in der Theater heute Kritikerumfrage[13]